# Potter County (South Dakota)
Potter County ist ein County im Bundesstaat South Dakota der Vereinigten Staaten. Das U.S. Census Bureau hat bei der Volkszählung 2020 eine Einwohnerzahl von 2472 ermittelt. Der Sitz der Countyverwaltung (County Seat) ist in Gettysburg.

## Geographie
Der Bezirk hat eine Fläche von 2327 Quadratkilometern; davon sind 83 Quadratkilometer (3,56 Prozent) Wasserflächen. Er ist in drei unorganisierte Territorien eingeteilt: West Potter, Central Potter und East Potter. Das County grenzt im Uhrzeigersinn an die Countys: Walworth County, Edmunds County, Faulk County, Hyde County, Sully County und Dewey County.

## Geschichte
Das County wurde am 8. Januar 1873 als Ashmore County gebildet. Am 14. Januar 1875 folgte der Wechsel auf den heutigen Namen. Es wurde nach Joel A. Potter (1825–1895) benannt, einem Mediziner und Abgeordneten in der gesetzgebenden Versammlung des Dakota-Territoriums.
Acht Bauwerke und Stätten des Countys sind im National Register of Historic Places (NRHP) eingetragen (Stand 8. August 2018).

## Städte und Gemeinden
Städte (cities)
- Gettysburg

Gemeinden (towns)
- Hovern
- Lebanon
- Tolstoy